# Кучеров, Михаил Григорьевич
Михаи́л Григо́рьевич Ку́черов (22 мая (3 июня) 1850, Полтавская губерния — 13 (26) июня 1911, Петербург) — русский химик-органик, известный своей именной реакцией и сделавший значительные открытия в теоретической и прикладной химии.

## Биография
Михаил Григорьевич Кучеров родился 22 мая 1850 г. в Лубенском уезде Полтавской губернии в семье мелкого дворянина Кучерова Григория Павловича. Среднее образование получил в Петровской полтавской военной гимназии (1867), затем поступил в Михайловское артиллерийское училище. Через несколько месяцев перевёлся в Петербургский земледельческий институт (с 1877 года — Петербургский Лесной институт), который окончил (1871) кандидатом сельского хозяйства.
С 1 апреля 1872 г. он принят лаборантом с предоставлением квартиры, в 1891 г. — доцентом и в 1902 г. — исполняющим обязанности экстраординарного профессора Лесного института, где на протяжении 38 лет (до 1910) проходили научные исследования Михаила Кучерова в одной из лучших химических лабораторий.
М. Г. Кучеров имел большую семью, для её содержания была необходима дополнительная работа. Он выполнял обязанности младшего техника (1885 г.) и члена (с 1898 г.) Технического комитета при департаменте неокладных сборов, с 1898 г. заведовал Центральной химической лабораторией Министерства финансов, где, в частности, изучал случаи подделки напитков известных марок, определяя в них химическими методами содержание компонентов.
В 1885 г. М. Г. Кучеров стал вторым лауреатом Русского физико-химического общества с присуждением премии им. Н. Н. Соколова «За открытие и исследование реакций между соединениями ртути и углеводородами ацетиленового ряда». Несмотря на всеобщее признание значимого вклада в науку, Михаил Григорьевич не имел звания ординарного профессора и официальных учёных степеней. В 1899 и 1901 гг. Кучерову выпадает шанс изучить химические лаборатории Европы.
Михаил Кучеров скончался из-за проблем с сердцем 13 июня 1911 года.

## Научные исследования
Первая работа Кучерова о получении и изучении свойств синеродистого дифенила и его производных представлена Русскому Химическому обществу 29 марта 1873 г. Следующие крупные исследования связаны с процессом окисления холевой кислоты и опубликованы в 1879 и 1882 гг.
С 1875 г. М. Г. Кучеров занимался изучением свойств бромэтилена, его взаимодействий с водой, солями и окислителями для объяснения механизма реакции образования уксусного альдегида. Открытие метода гидратации углеводородов ацетиленового ряда в присутствии солей ртути с превращением ацетилена в ацетальдегид (реакция Кучерова), а его гомологов в кетоны — главный научный труд Михаила Григорьевича. В XX веке этот метод был положен в основу промышленного получения ацетальдегида и уксусной кислоты в Германии.
1892 г. — напечатаны исследования в области действия солей ртути на различные соединения этиленового ряда. Изучены диаллил, этилен, аллиловый спирт и амилен; определены условия реакций и продукты их взаимодействия с раствором сулемы.
Далее Кучеров изучил зависимость влияния атомного веса и характера металла на процесс гидратации ацетилена и его гомологов. В 1909 г. он доказал возможность гидратации ацетиленовых углеводородов в присутствии солей кадмия, цинка и магния.
Область деятельности в химической лаборатории Министерства финансов с 1885 г. была связана с разработкой аналитических и технических методов определения примесей и очистки спирта. Разработанный им колориметрический метод определения сивушного масла в сыром спирте оказался наилучшим для технического использования.

## Семья
В 1876 г. Кучеров женился на Эмилии Иосифовне Красусской. У них было 5 детей: Наталья (1877), Лева (1879), Елизавета (1880, вскоре умерла), Михаил (1881), Ольга (1883). В 1884 г. жена и дочь Ольга умерли от болезни, Михаил Григорьевич остался с тремя маленькими детьми.

## Личные качества
Кучеров был одарённым человеком, любившим науку. Его художественный талант проявился, когда в 40 лет он увлёкся живописью и написал большое количество этюдов, пейзажей и портретов. Он хорошо пел, обладал прекрасным слухом и музыкальной памятью.

## Память
Химическим отделением Русского физико-химического общества в 1915 г. была учреждена «Премия имени профессора М. Г. Кучерова» для начинающих химиков.